# Бенджамін Дізраелі
Бенджамі́н Дізрае́лі, граф Біконсфілд (англ. Benjamin Disraeli, Earl of Beaconsfield; 21 грудня 1804 — 19 квітня 1881) — визначний британський державний та політичний діяч, консерватор, прем'єр-міністр уряду в 1868 та 1874—1880 роках; успішний письменник-романіст; граф Біконсфілд (з 1876), кавалер Ордену підв'язки.

## Біографія
Походить із єврейської сефардської родини з Італії. У віці 13 років був хрещений в Англіканській церкві. Предки Дізраелі походили з Піренейського півострова і перебрались до Венеції, а потім до Англії. Батько Бенджаміна, Ісаак Дізраелі, був істориком і літературним критиком.

## Літературна кар'єра

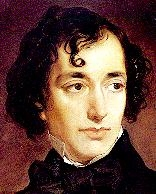
Портрет Дізраелі (1852, художник Френсіс Грант)

Популярні політичні романи Бенджаміна Дізраелі розбудили інтерес до соціальних реформ («Конінгсбі», 1844 і «Сібіл», 1845). У 1876 році слідом за невиданим романом «Ayemes Papillon» написав «Вівіан Ґрей» (після 1828) — історію світських і політичних пригод молодого честолюбця. Літературний успіх відкрив перед Дізраелі двері великосвітських салонів, де він навчався політичної інтриги й знаходив матеріал для романів. Ясний практичний розум, винахідливість, дотепність, чарівна особиста привабливість, честолюбство й залізна наполегливість допомагають Дізраелі зав'язати зв'язки у вищих сферах; подорожі на Схід (Туреччина, Мала Азія, Палестина) збагачують його уяву, розширюють кругозір, а вигідне одруження назавжди звільняє від фінансових труднощів.
У своїх літературних творах, позначених байронізмом, він розвинув теорію «героя», якому «все дозволено». Невипадковим є збіг імен персонажів у Дізраелі й Оскара Уайльда (пор. «Вівіан Грей» та «Доріан Грей» тощо). Часто романи Дізраелі портретні: він зображував у них самого себе та інших політичних діячів, що викликало сенсацію.
Свою літературну роботу в її найкращій частині Дізраелі зробив засобом пропаганди своїх соціально-політичних поглядів. Перший його соціальний роман «Coningsby or the New Generations» (1844) проголошує ідеали «Молодої Англії» — об'єднання всіх соціальних верств нації в лоні естетизованої державної церкви під батьківським піклуванням земельної аристократії, омолодженої злиттям з новим класом промисловців, і під вищим протекторатом природного батька нації — монарха. Другий соціальний роман Дізраелі — «Sybil, or the two Nations» (1845) — намагається розв'язати проблеми, загострені чартистським рухом. Автор пропонує релігійно-моральний і соціально-політичний союз між «двома націями» — між класами — правлячими й виробниками.
Наступний роман Дізраелі «Tancred, or the new Crusade» (1847) сповнений екзотики і є пропагандою англійського імперіалізму, що крокує під прапором хреста й півмісяця.
Історичний роман «Алрой» присвячений єврейському питанню. Зображуючи Давида Алроя, лжемесію XII століття, автор виступає своєрідним палестинофілом. Цей твір згодом використовувався сіоністами з метою пропаганди.
Широкої популярності у світі набули афоризми Дізраелі.

## Політична кар'єра
Б. Дізраелі вважається одним з найбільш визначних та успішних політиків Великої Британії історичного періоду, що отримав назву «Вікторіанська епоха».
Бенджамін Дізраелі був обраний до парламенту в 1837, міністр фінансів при лорді Дербі в 1852, 1858–1859, 1866–1868 і прем'єр-міністр, 1868 і 1874–1880. Його активна зовнішня імперська політика призвела до підпорядкування Індії Британській короні, він особисто відповідав за продаж контролю над Суецьким каналом. Створив центральну Консервативну партію. Дізраелі задля розширення Британської імперії домігся того, що британська королева Вікторія була проголошена імператрицею Індії. Королева не залишилася в боргу й подарувала Дізраелі титул лорда Біконсфілда і пе́ра Великої Британії.

## Твори

### Романи
- Vivian Grey (Вівіан Грей, 1826)
- Popanilla (Попанілья, 1828)
- The Young Duke (Молодий герцог, 1831)
- Contarini Fleming (Контаріні Флемінг, 1832)
- Ixion in Heaven (Іксіон на небесах, 1832/1833)
- The Wondrous Tale of Alroy (Чудова казка про Альроя, 1833)
- The Rise of Iskander (Схід Іскандера, 1833)
- The Infernal Marriage (Пекельний шлюб, 1834)
- A Year at Hartlebury, or The Election (Рік в Хартлбері, або вибори; з Сарою Дізраелі, 1834)
- Henrietta Temple (Храм Генрієтти, 1837)
- Venetia (Венеція, 1837)
- Coningsby, or the New Generation (Конінгсбі, або Нове покоління, 1844)
- Sybil, or The Two Nations (Сібіл, або «Дві нації», 1845)
- Tancred, or the New Crusade (Танкред або Новий хрестовий похід, 1847)
- Lothair (Лотаір, 1870)
- Endymion (Ендіміон, 1880)
- Falconet (Фальконе, незавершений, 1881)

### Поезія
- The Revolutionary Epick (Революційний Епік, 1834)

### Драма
- The Tragedy of Count Alarcos (Трагедія графа Аларкоса, 1839)